# 白岩町 (郡山市)
白岩町（しらいわまち）は、福島県郡山市の大字である。郵便番号は963-0662。

## 地理
郡山市役所本庁所管の行政区である旧郡山地区に属する。北で舞木町、北東で田村郡三春町上舞木、三春町鷹巣、東で三春町沼沢、南東で三春町斎藤、南で荒井町、蒲倉町、西で下白岩町、阿久津町、北西で三春町下舞木とそれぞれ隣接する。概ね市町村制施行以前の田村郡白岩村の流れを汲む地域である。市内東部の一級水系阿武隈川水系阿久津川最上流域を主な範囲とする。丘陵地が広がる地形であり、川沿いの低地やその周囲の切り開かれた高台に田畑が広がり、東部の字舘の周辺や中央部の字東之内の周辺、北西部の字堺之内の周辺などに集落が点在する。域内を東西に福島県道57号郡山大越線が横断し、東部を南北に郡山東部広域農道が縦断する。緑ケ丘東に所在する郡山警察署東部駐在所、および堂前町に所在する郡山消防署本署がそれぞれ管轄にあたる。

### 河川・湖沼
一級水系阿武隈川水系
- 阿久津川

### 主な字
字
- 堺之内
- 福田
- 舘
- 表前
- 下舘

- 草倉内
- 中ノ内
- 犬立
- 東之内
- 西田

- 前若宮
- 後若宮
- 美名美
- 杉ノ脇
- 高屋敷

- 風穴
- 松ヶ作
- 柿ノ口

## 歴史
- 1879年1月27日 -福島県内における郡区町村制の施行により、旧守山藩領白岩村が田村郡の村となる。
- 1889年4月1日 - 町村制の施行により白岩村が周辺11村と合併し田村郡巌江村が発足する。旧白岩村域は巌江村の大字となる。
- 1955年11月15日 - 大字横川、下白岩、阿久津、安原、および上舞木の一部（現在の郡山市舞木町）と共に三春町から郡山市に分離、編入され、郡山市の大字となる。

## 世帯数と人口
2024年1月1日現在の世帯数と人口は以下の通りである。
| 大字   | 世帯数  | 人口  |
| ------ | ------- | ----- |
| 白岩町 | 147世帯 | 376人 |

## 小・中学校の学区
市立小・中学校に通う場合、学区は以下の通りとなる。
| 番地 | 小学校             | 中学校                 |
| ---- | ------------------ | ---------------------- |
| 全域 | 郡山市立白岩小学校 | 郡山市立郡山第二中学校 |

## 交通

### 道路
- 福島県道57号郡山大越線
- 一級市道57号荒井白岩線（郡山東部広域農道）

## 施設等
- 郡山市立白岩小学校
- 高屋敷稲荷神社
- 普門寺
- 館山城址
- 柿之口館跡
- 東之内館跡